# Tonga en la Copa Mundial de Rugby de 1995
La Selección de rugby de Tonga fue uno de los 16 participantes de la Copa Mundial de Rugby de 1995 que se realizó en Sudáfrica.
Fue la segunda participación de los Ikale Tahi en la Copa Mundial de Rugby.

## Plantel
| Nombre             | Posición       | Club                            |
| ------------------ | -------------- | ------------------------------- |
| Fe'ao Vunipola     | hooker         | Toa-ko-Ma'afu RFC               |
| Fololisi Masila    | hooker         | Kolomotu'a                      |
| Saili Feʻao        | pilar          | Queensland                      |
| Tuʻakalau Fukofuka | pilar          | Auckland                        |
| Etuini Talakai     | pilar          | Auckland                        |
| Takau Lutua        | pilar          | Toloa Old Boys                  |
| Pouvalu Latukefu   | segunda línea  | ACT Kookaburras                 |
| Falamani Mafi      | segunda línea  | ACT Kookaburras                 |
| Inoke Afeaki       | segunda línea  | Wellington Lions                |
| Willie Los'e       | segunda línea  | North Harbour                   |
| Ipolito Fenukitau  | ala            | ACT Kookaburras                 |
| Feleti Fakaongo    | ala            | King Country Rugby              |
| Feleti Mahoni      | ala            | Fasi Ma'ufanga                  |
| Mana Otai (c.)     | número 8       | Manawatu Turbos                 |
| Manu Vunipola      | medio scrum    | Toa-ko-Ma'afu R.F.C./Kolomotu'a |
| Nafe Tufui         | medio scrum    | Kolomotu'a                      |
| Akuila Mafi        | medio apertura | Kolomotu'a                      |
| Elisi Vunipola     | medio apertura | Toa-ko-Ma'afu RFC               |
| Falanisi Manukia   | medio apertura | Auckland                        |
| David Manako       | centro         | Northland                       |
| Penieli Latu       | centro         | Vaheloto                        |
| Unuoi Vaʻenuku     | centro         | Kolofo'ou                       |
| Simana Mafileo     | centro         | Bay of Plenty Steamers          |
| Alasika Taufa      | wing           | Wellington Lions                |
| Tevita Vaʻenuku    | Wing           | Kolofo'ou                       |
| Sateki Tu'ipulotu  | zaguero        | New South Wales                 |
| Taipe 'Isitolo     | zaguero        | Kolofo'ou                       |

## Participación

### Grupo D
| Equipo          | Gan. | Emp. | Perd. | A favor | En contra | Puntos |
| --------------- | ---- | ---- | ----- | ------- | --------- | ------ |
| Francia         | 3    | 0    | 0     | 114     | 47        | 9      |
| Escocia         | 2    | 0    | 1     | 149     | 27        | 7      |
| Tonga           | 1    | 0    | 2     | 44      | 90        | 5      |
| Costa de Marfil | 0    | 0    | 3     | 29      | 172       | 3      |
| 26 de mayo | Francia | 38 - 10 | Tonga | Loftus Versfeld, Pretoria |  |

| 30 de mayo | Escocia | 41 - 5 | Tonga | Loftus Versfeld, Pretoria |  |

| 3 de junio | Costa de Marfil | 11 - 29 | Tonga | Olympia Park, Rustenburg |  |